# 범어사
범어사(梵魚寺)는 부산광역시 금정구 청룡동 금정산에 있는 사찰이다. 대한불교 조계종 제14교구 본사이다. 양산 통도사, 합천 해인사와 더불어 동남권 굴지의 3대 사찰로 불리고 있다.

## 역사

### 선찰대본산 금정총림 범어사
범어사는 부산 금정산에 위치한 사찰로 대한불교 조계종 제14교구 본사이다. 해인사, 통도사와 함께 영남의 3대 사찰로 불린다. 2012년 11월 사부대중의 수행정진과 화합을 바탕으로 지유대종사를 초대 방장으로 모시고 총림으로 지정되었다.
신라문무왕18년(678년), 의상대사가 해동의 화엄십찰(華嚴十刹) 중 하나로 창건하였다. 전국 사찰 중에서 유일하게 국보 <삼국유사(三國遺事)>를 소장하고 있으며, 가장 오래된 판본 중 하나로 권 4의 5편에 들어 있는 '의상전교(義湘傳敎)'에는 의상대사가 열 곳의 절에 교를 전하게 해 화엄십찰을 창건하는 내용이 나오고, 이 가운데 '금정지범어(金井之梵魚)' 즉 금정산 범어사가 들어 있음이 언급되어 있다. 또한 <신증동국여지승람(新增東國輿地勝覽)>에는 금빛나는 물고기가 하늘에서 내려와 우물에서 놀았다고 해서 산 이름이 금정산(金井山)이고 그곳에 사찰을 지어 범어사(梵魚寺)를 건립했다고 기록하고 있다.
화엄경의 이상향인 맑고 청정하여 서로 돕고 이해하고 행복이 충만한 아름다운 삶을 지상에 실현하고자 설립된 사찰로 범어사는 역사적으로 많은 고승대덕을 길러내고 선승을 배출한 수행사찰로 오랜 전통과 많은 문화재가 있는 곳이다. 의상대사를 비롯해서 원효대사, 표훈대덕, 낭백선사, 명학스님과 경허선사, 용성선사, 성월선사, 만해한용운선사, 동산선사 등 고승들이 수행 정진하여 명실상부한 한국의 명찰로서 그 역사적 의미를 지닌다.
1950년대동산스님이 불교정화운동을 주도하였고, 이후 한국근대불교를 이끌었으며, 총림지정 이후 조사스님들의 뜻을 받들어 수행공간을 지속적으로 확충하였고, 특히 2019년 범어사의 오랜 숙원사업인 선문화교육관과 2021년 전국사찰 최대 규모의 범어사 성보박물관의 대작불사를 완료하였다.
그리고 6.25 전쟁이 끝나고 1956년 국군묘지가 만들어지기 전까지  임시 국가현충원의 역할을 묵묵히 수행했다.

## 주변 환경

### 범어삼기(梵魚三奇)와 금정팔경(金井八景)
금정산과 범어사의 경치를 이르는 말로 범어삼기와 금정팔경이 있다. 범어삼기는 원효석대(元曉石臺)와 자웅석계(雌雄石鷄), 암상금정(岩上金井)으로 원효암 뒤편의 바위 봉우리, 계명암의 암수 한 쌍의 닭모양 바위, 깎아지른 바위봉우리 위에 있는 금샘이 세 개의 기이한 풍경이란 뜻으로 범어삼기라 불렸다.
팔정팔경은 어산노송(魚山老松, 절 입구 어산교 근처의 소나무 숲), 계명추월(鷄鳴秋月, 계명암의 가을 달밤), 청련야우(靑蓮夜雨, 청련암에 내리는 밤비), 내원모종(內院暮鐘, 내원암에서 듣는 범어사의 저녁 종소리), 대성은수(大聖隱水, 대성암의 계곡물소리), 금강만풍(金剛晩楓, 금강암의 늦가을 단풍), 의상망해(義湘望海, 의상봉에서 바라보는 바다), 고당귀운(姑堂歸雲, 정상인 고당봉을 돌아가는 구름)을 말한다.
범어삼기든 금정팔경이든 내용을 살펴보면 금정산과 범어사는 뗄레야 뗄 수 없는 한 몸처럼 얽혀 있음을 알 수 있다.

## 문화재

### 삼국유사
삼국유사는 고려 1281년에 일연(一然)이 편찬한 역사서이다. 범어사 소장본(국보)은 권4와 권5를 한 권으로 묶은 책이다. 조선 초기 1394년 간행본으로 현존본 중 시기가 가장 이르며, 서지학적 가치가 매우 높다.

### 범어사 조계문
범어사 경내에 들어서기 전 처음 맞닥뜨리는 문이 기둥 네 개가 나란히 늘어선 범어사 조계문(보물 제1461호)이다. 높은 돌 위에 짧은 나무로 기둥을 세웠는데 보기에도 안정되고 전통의 건축미가 은은하게 배어나오는 걸작품이다. 만법은 하나로 돌아간다는 법리를 담고 있어 삼해탈문이라고 부른다.

### 범어사 대웅전

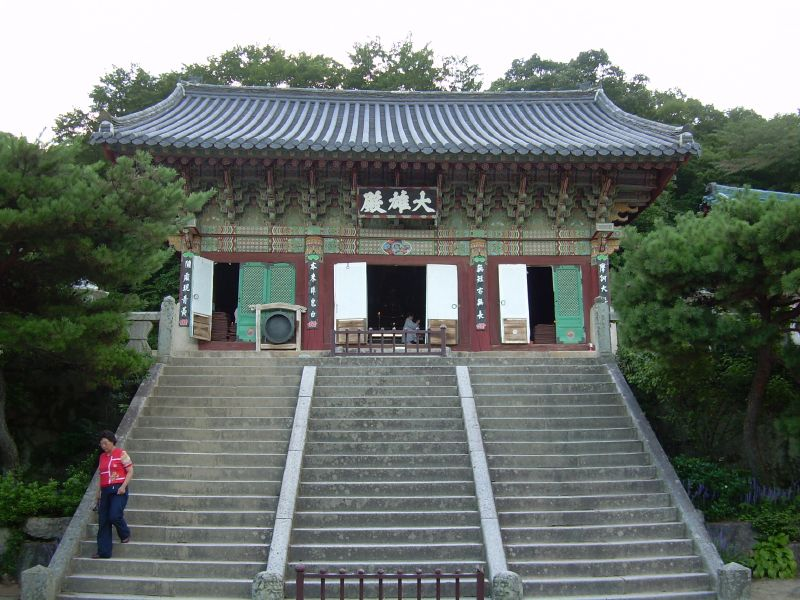
부산 범어사 대웅전

범어사 대웅전(梵魚寺大雄殿), 조선 중기의 건물이다. 정면 3칸, 측면 3칸의 다포집 계통으로 구성되어 있다. 범어사 안에 있으며, 지붕은 맞배지붕으로 되어 있어 측면에는 공포(包)를 배치하지 않았다. 대신 측면에는 높은 기둥 2개를 세워 중종량(中宗樑)을 받치게 하였으며, 그 위에 또 종량(宗樑)이 있는데 박공 머리에는 방풍판(防風板)을 달았다. 내부는 2개의 옥내기둥 사이에 후불벽(後佛壁)을 치고, 앞면에는 옆으로 긴 불단이 건물의 중앙까지 차지하고 있으며, 위에는 석가여래 등 불상 3개가 나란히 안치되어 있다.

### 범어사 삼층석탑

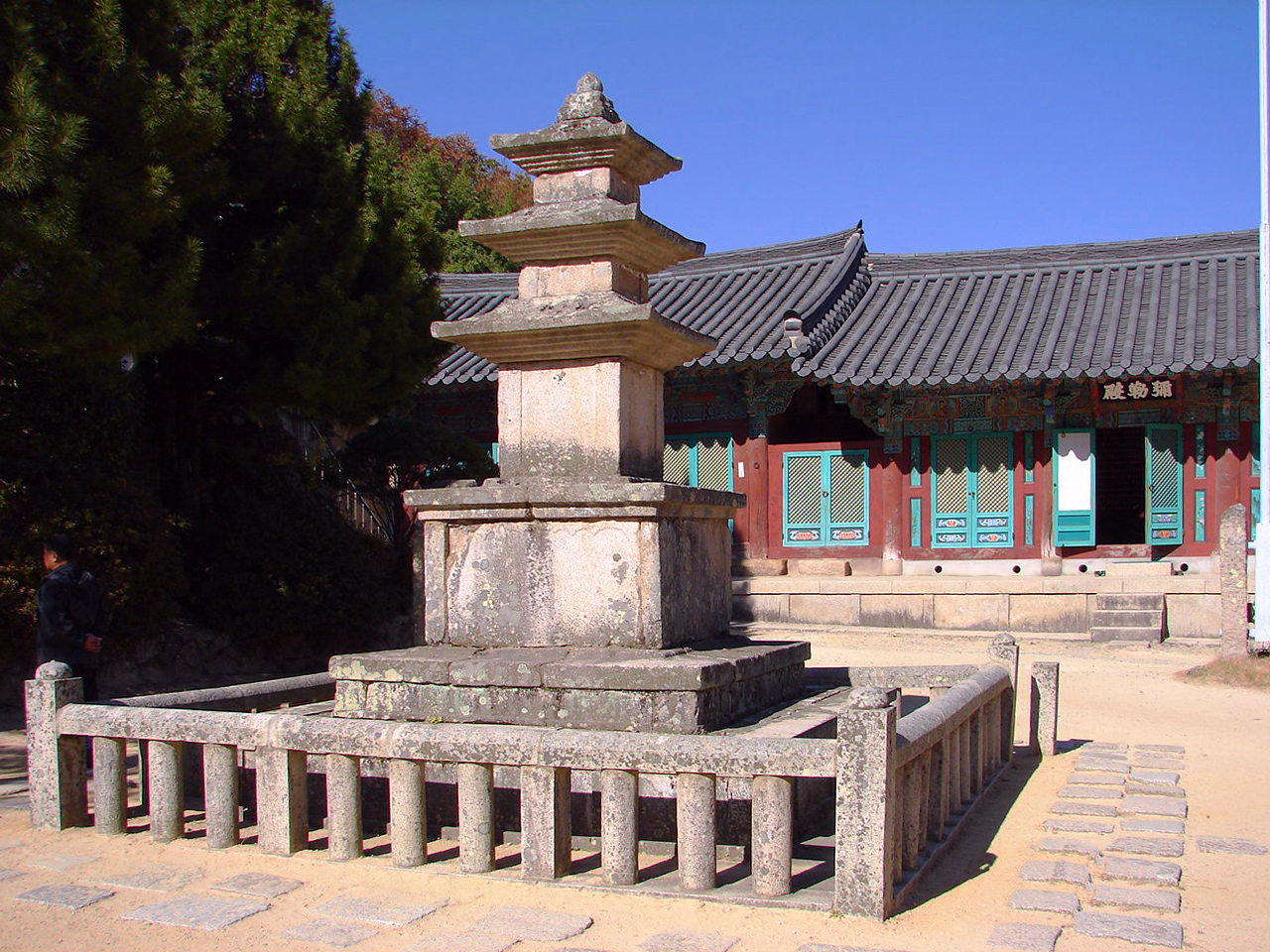
부산 범어사 삼층석탑

범어사 삼층석탑(梵魚寺三層石塔)보물, 범어사 대웅전 앞에 있다. 신라 말기의 화강석제 석탑으로, 높이는 4m이다. 2중 기단(基壇) 면석(面石) 상하에 탱주를 대신하여 안상(眼象)을 새겨넣은 점이 특이하다. 제1탑신은 특히 커서 2층 이상의 감축률이 눈에 띈다. 《범어사사적기(梵魚寺事蹟記)》에 따르면 신라 흥덕왕(興德王)이 세웠다고 한다.

### 범어사 동종

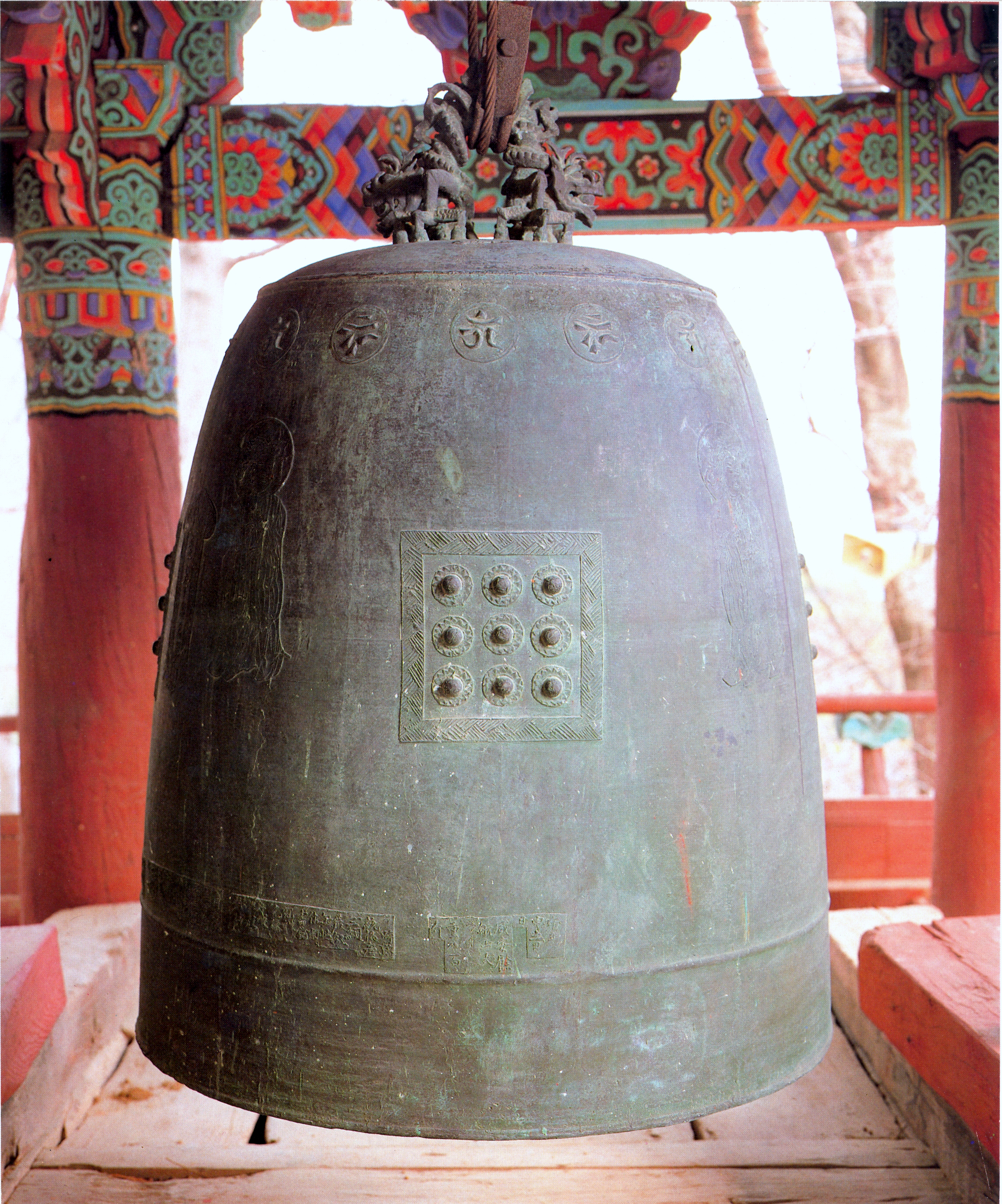
부산 범어사 동종

조선시대의 구리 종으로 부산광역시의 유형문화재 제90호로 지정되어 있다. 높이 127센티미터, 종구(鐘口) 지름 92.5센티미터이다. 종신에 만든 시기, 무게, 주로 만든 사람, 시주자 등의 명문이 양각으로 새겨져 있다. 명문에 따르면 범어사 동종은 1728년에 김성원(金成元)과 김선봉(金善奉)이 만들었다.

### 범어사 등나무 군생지
범어사 주변에는 천연기념물 제176호로 지정된 등나무 군생지가 있다. 이곳에는 6,500여 그루의 등나무가 자생하는 곳으로 해마다 늦봄 보라색 등나무 꽃이 필 무렵에는 우리나라 어디에도 볼 수 없는 진귀한 풍경이 연출된다. 그래서 예로부터 이 계곡을 꽃을 피울 때 그 경치가 아름다워 등운곡(藤雲谷)이라고 했다.

## 암자
범어사에는 11개의 암자가 있다.
- 청련암
- 내원암
- 계명암
- 대성암
- 금강암
- 안양암
- 미륵암
- 원효암
- 만성암
- 지장암
- 사자암

## 사진

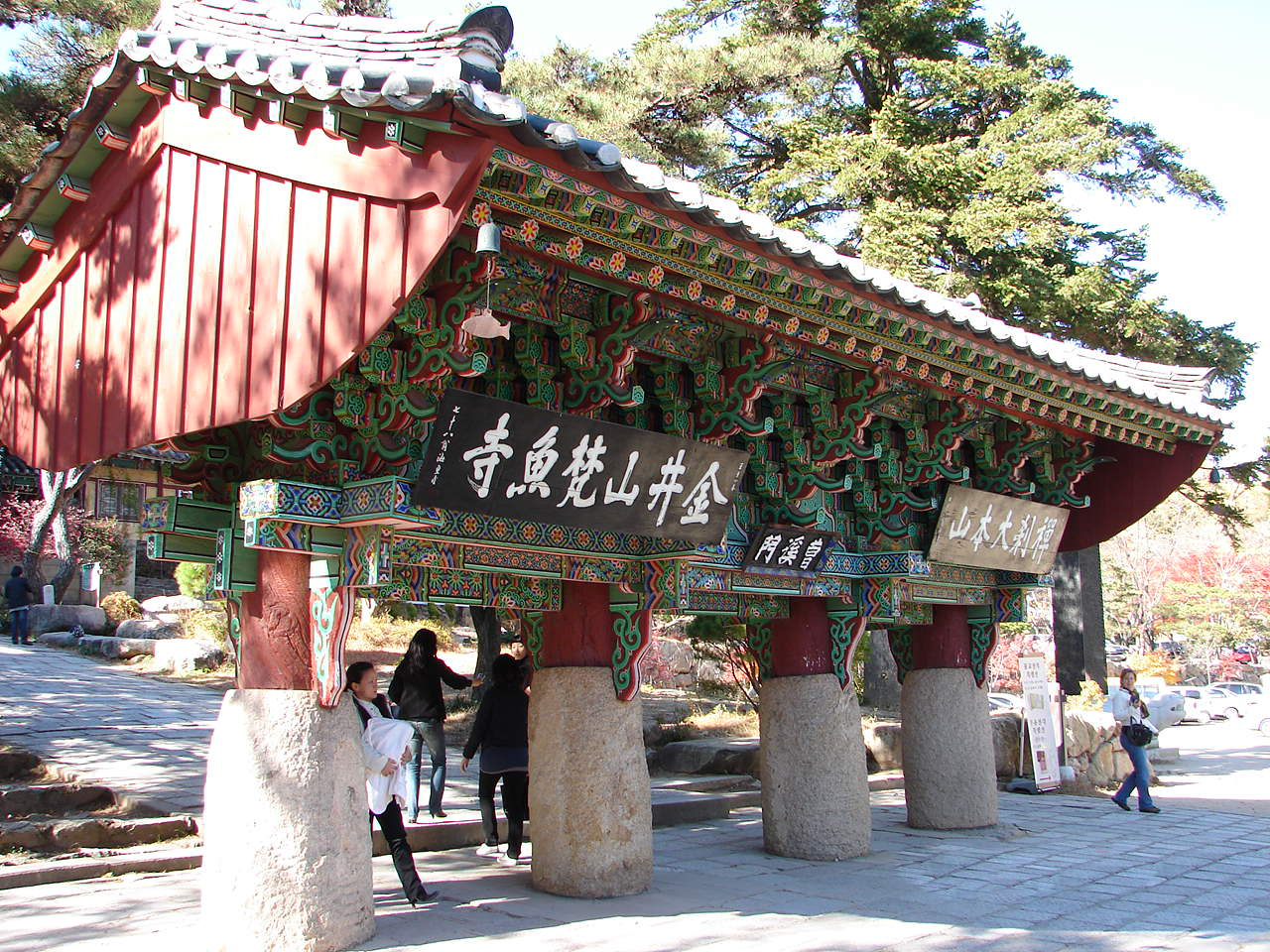
일주문
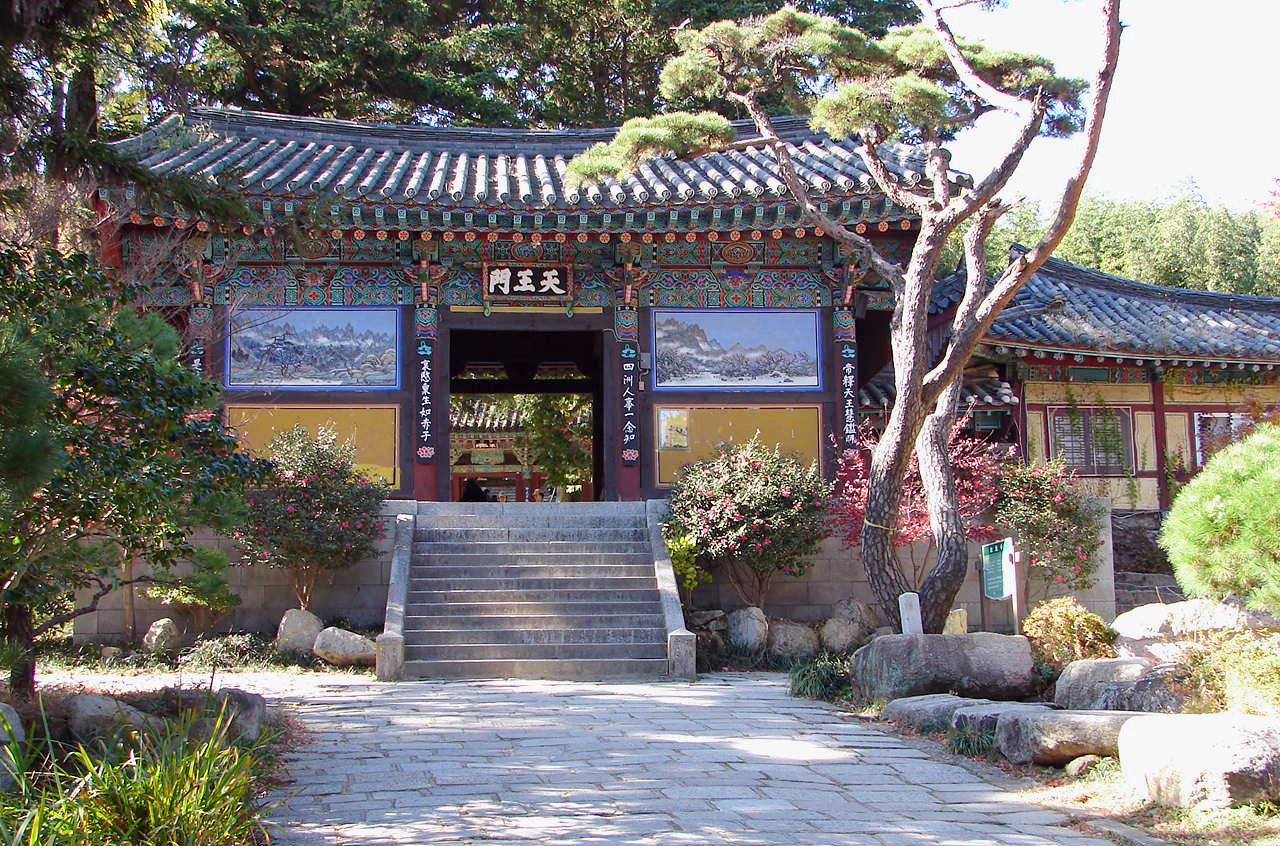
범어사 천왕문 (2010년에 일어난 화재로 소실됨)
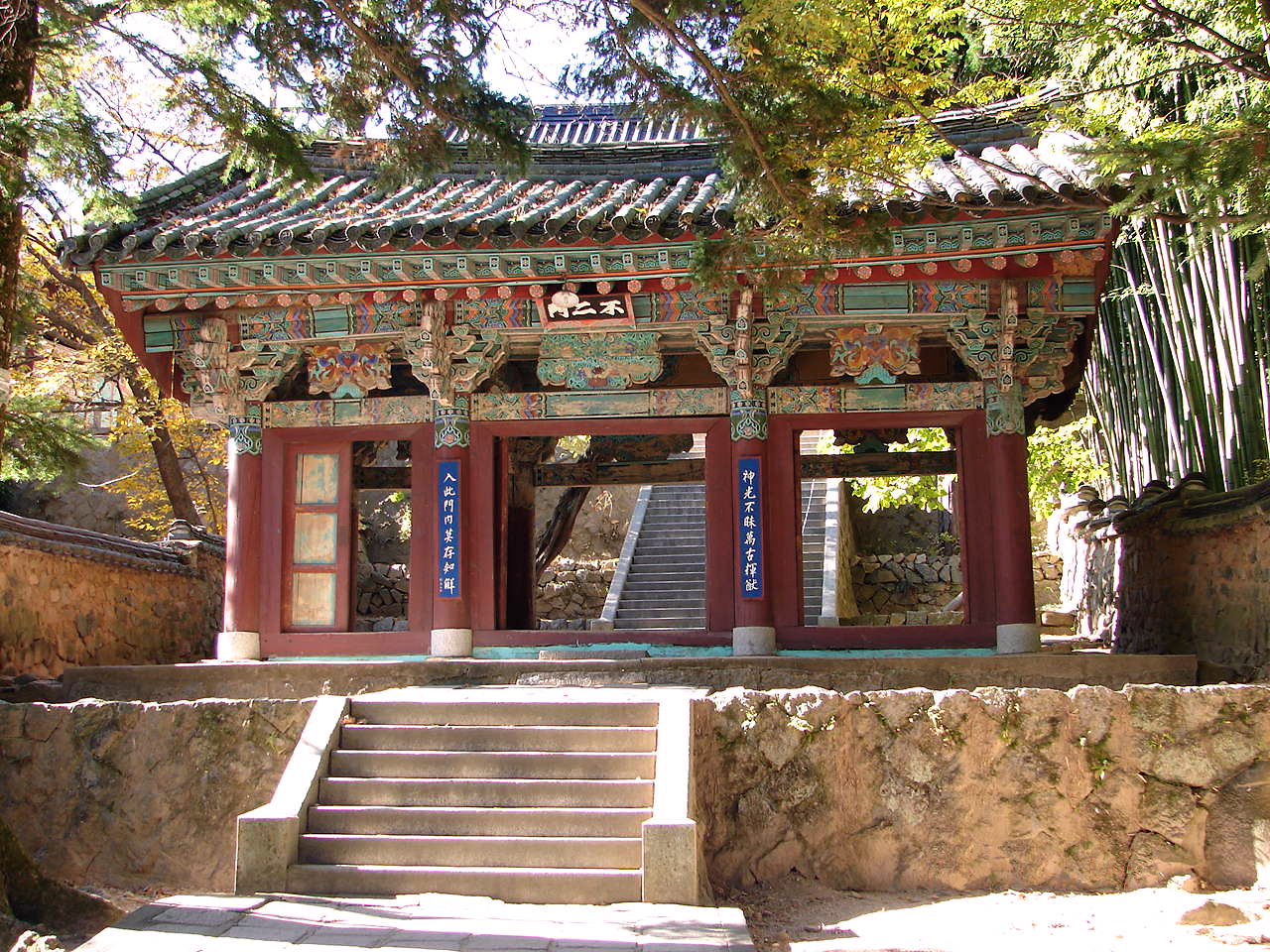
불이문
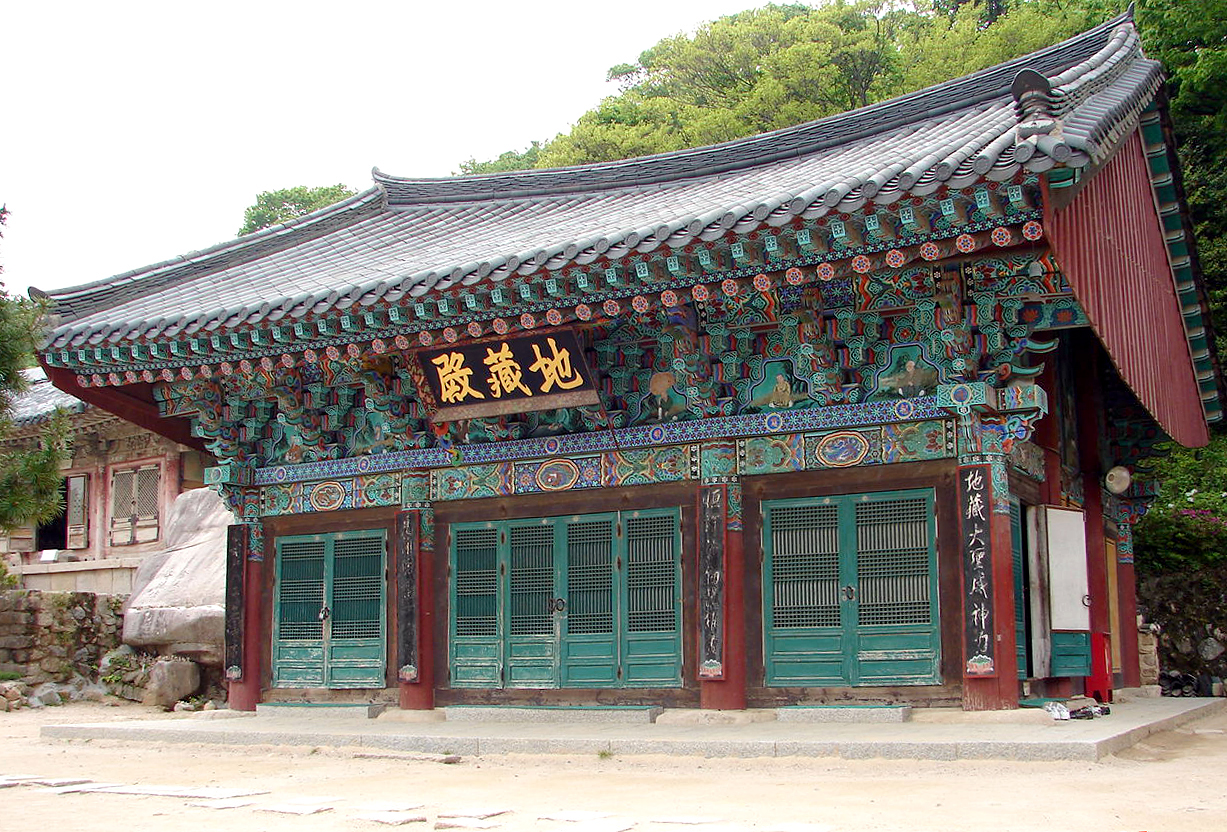
지장전
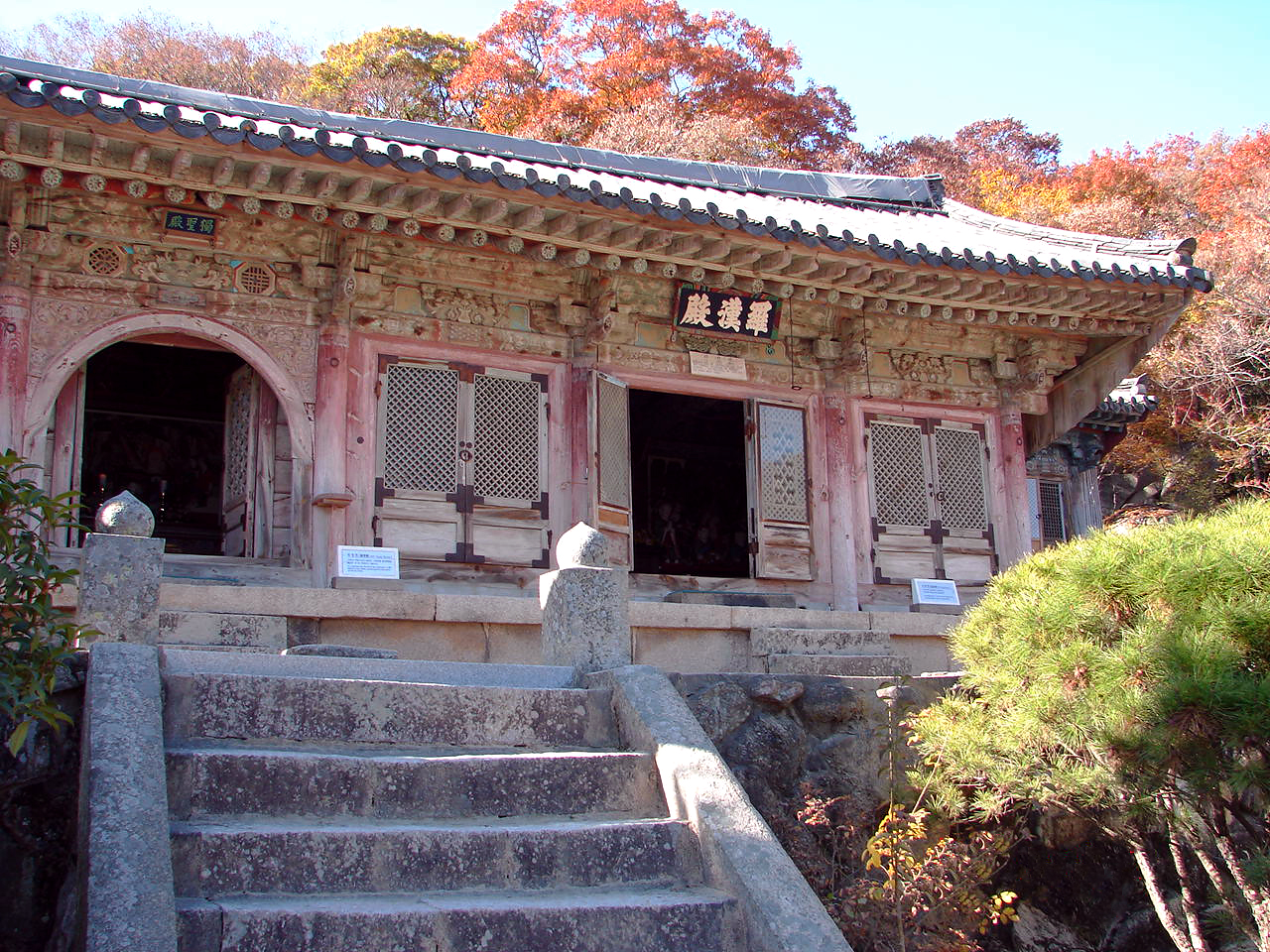
덕성전과 나한전
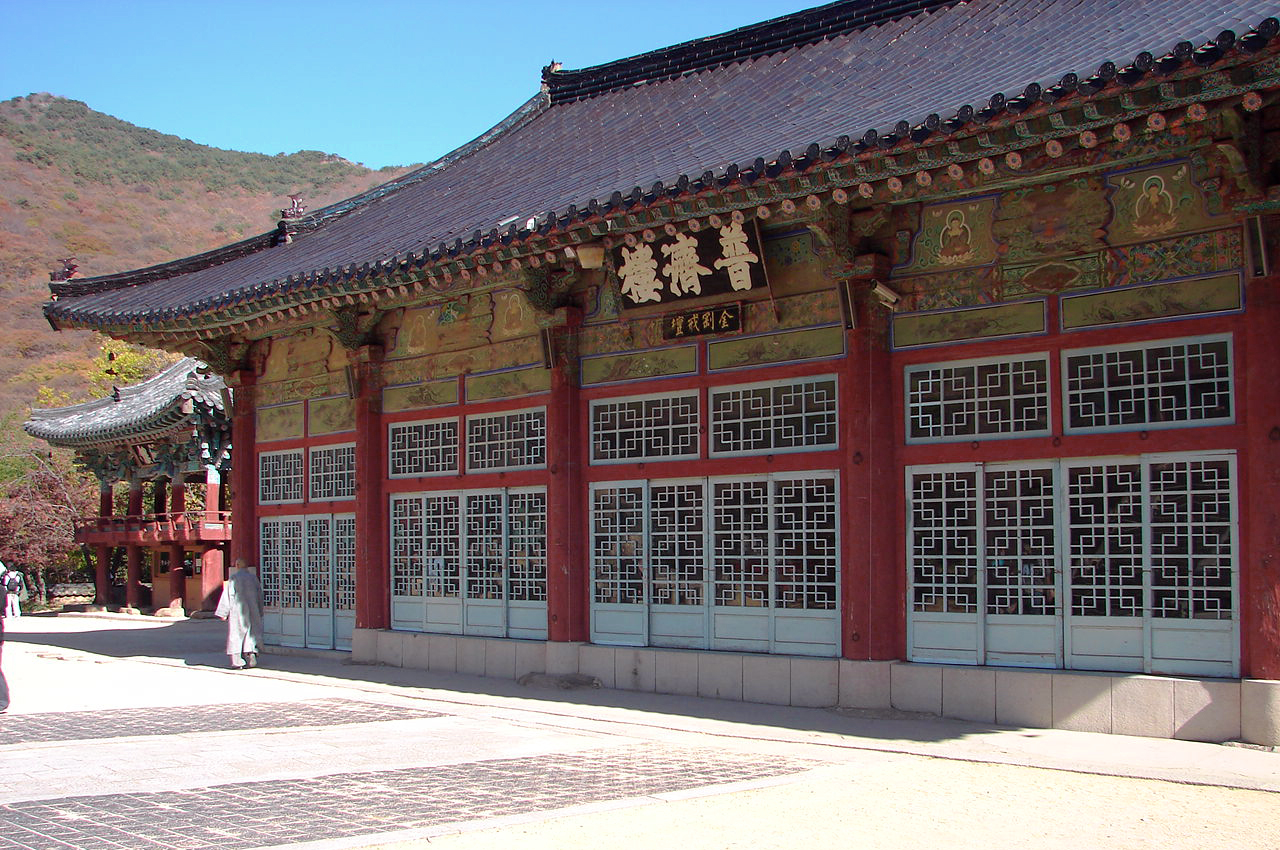
보제루
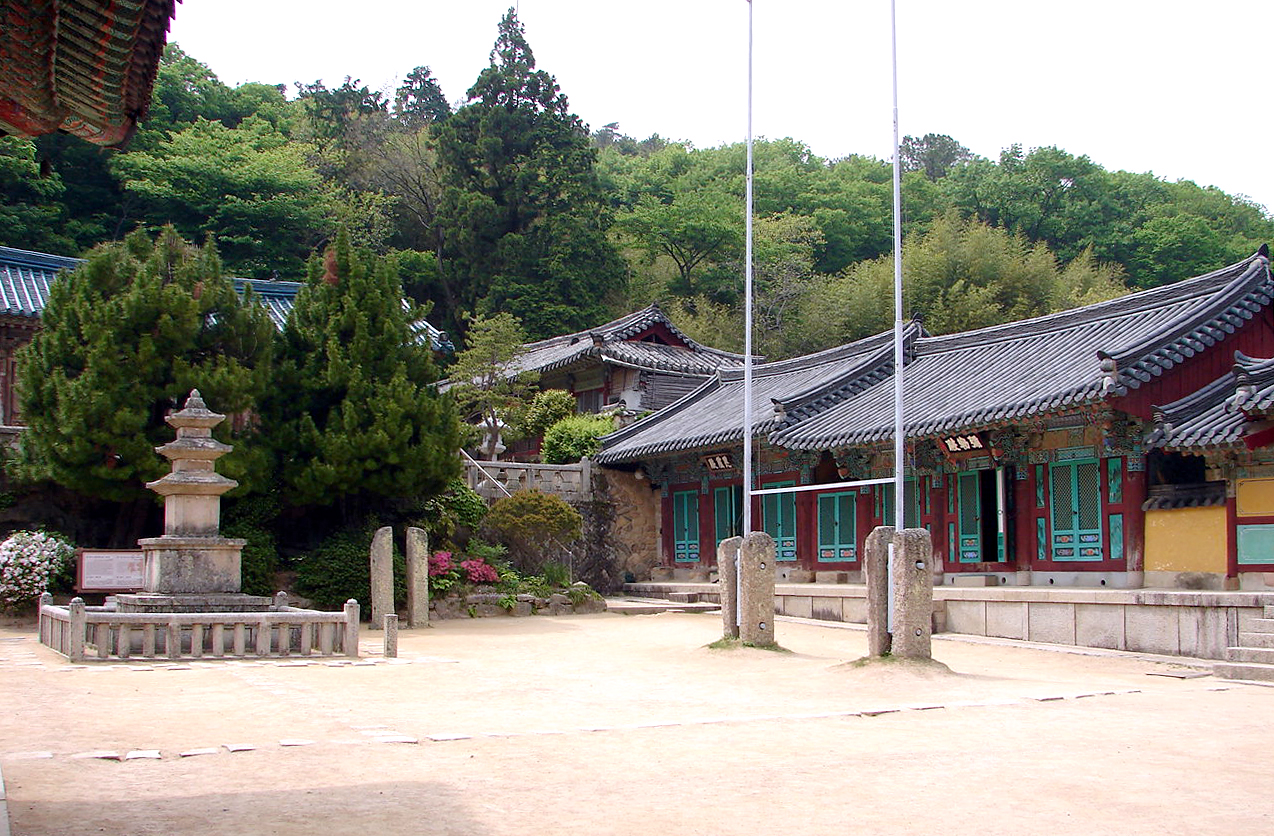
삼층석탑, 비로전과 미륵전
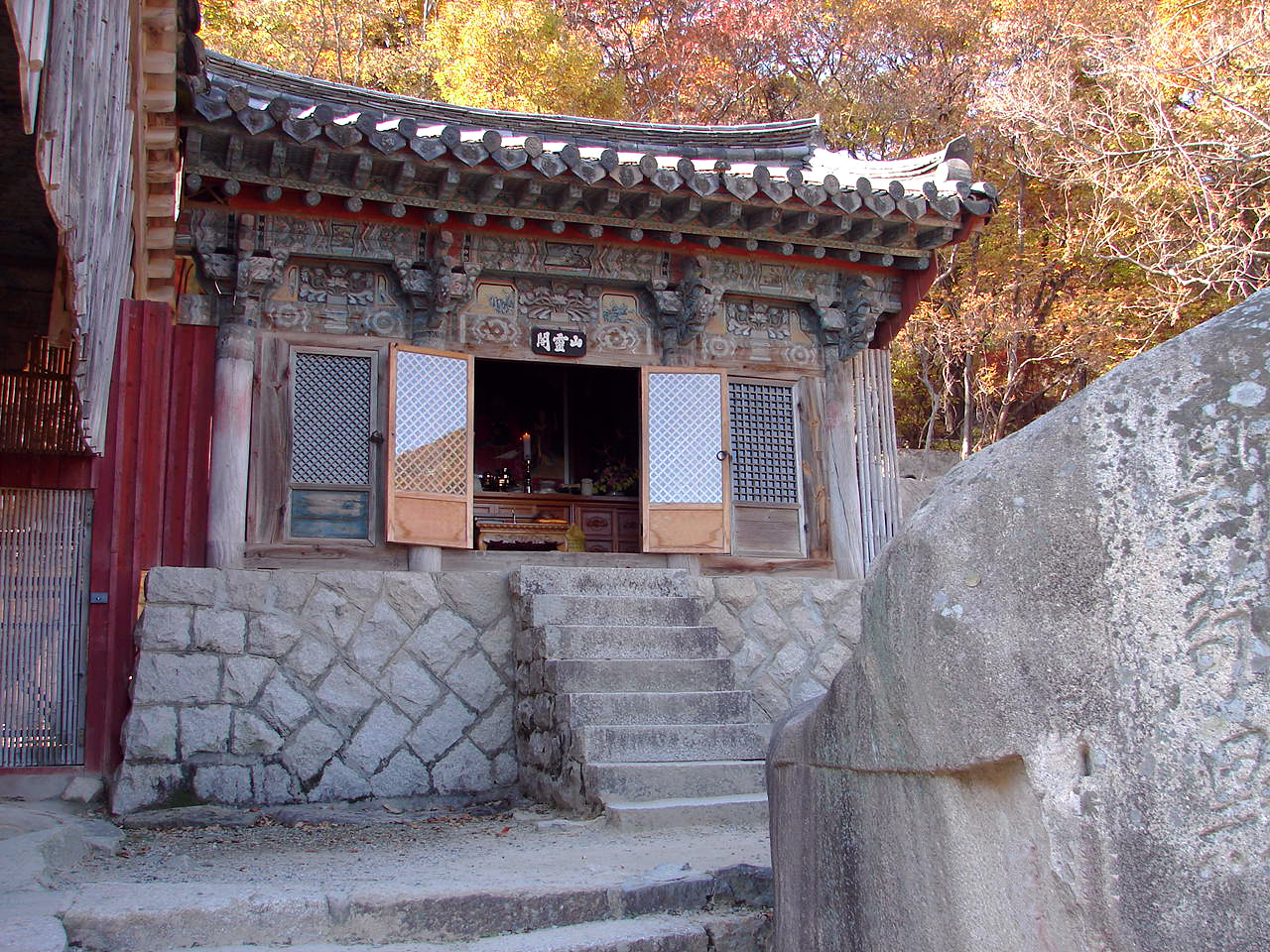
산령각
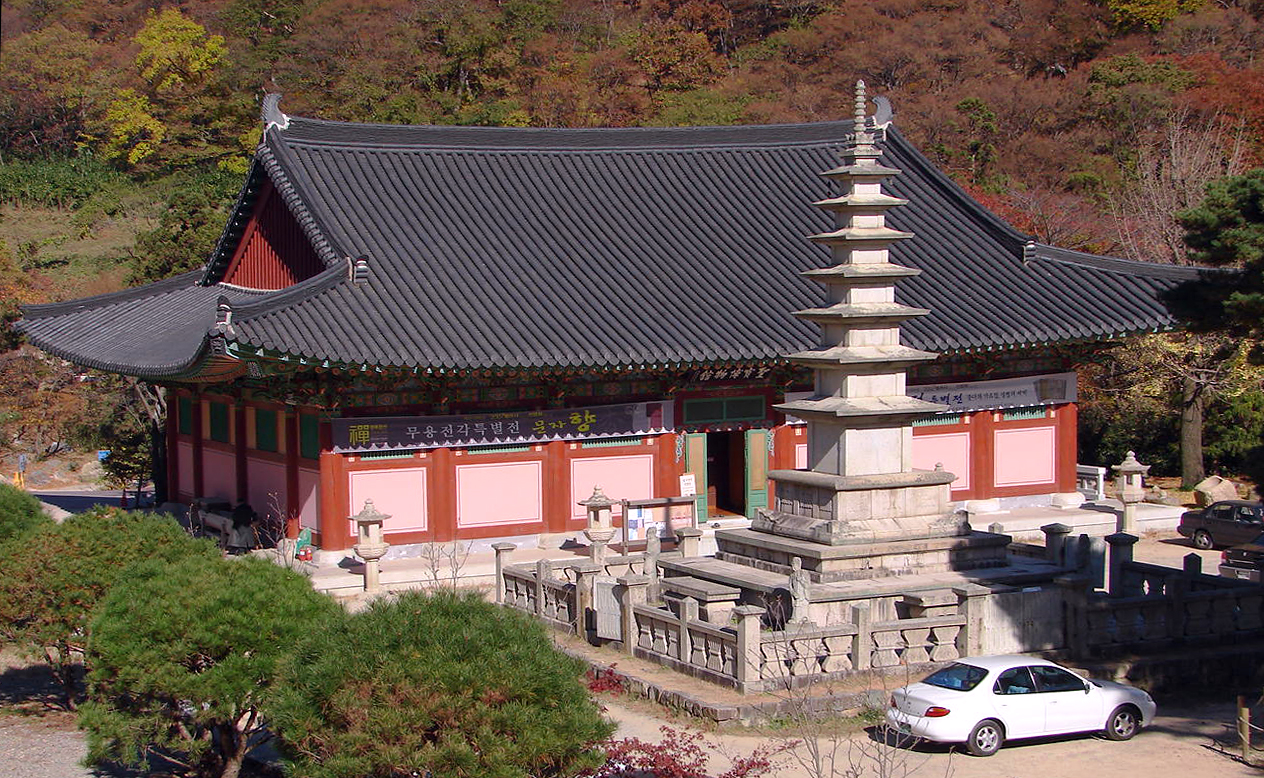
성보박물관과 칠층석탑
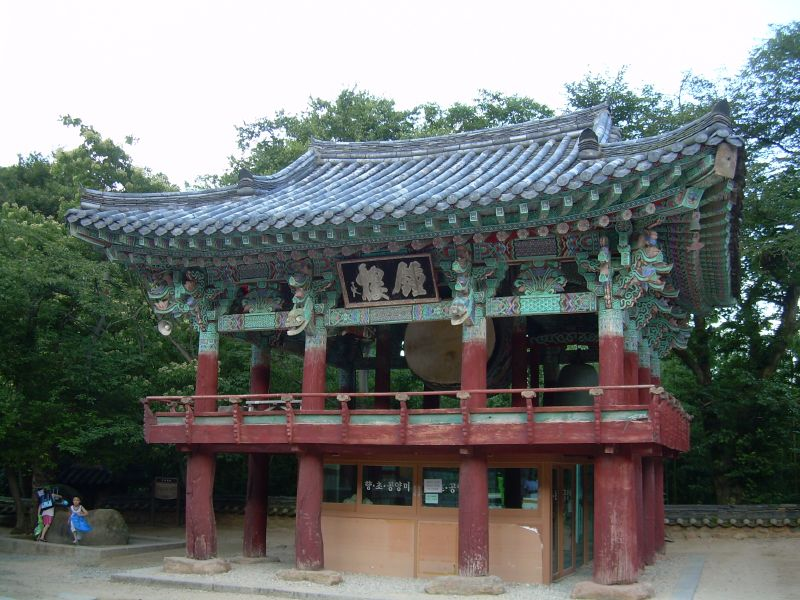
종루
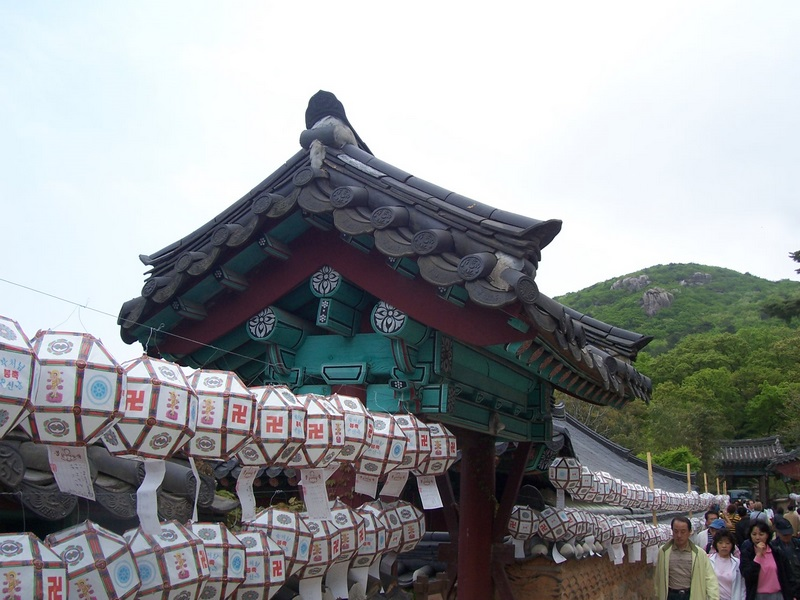
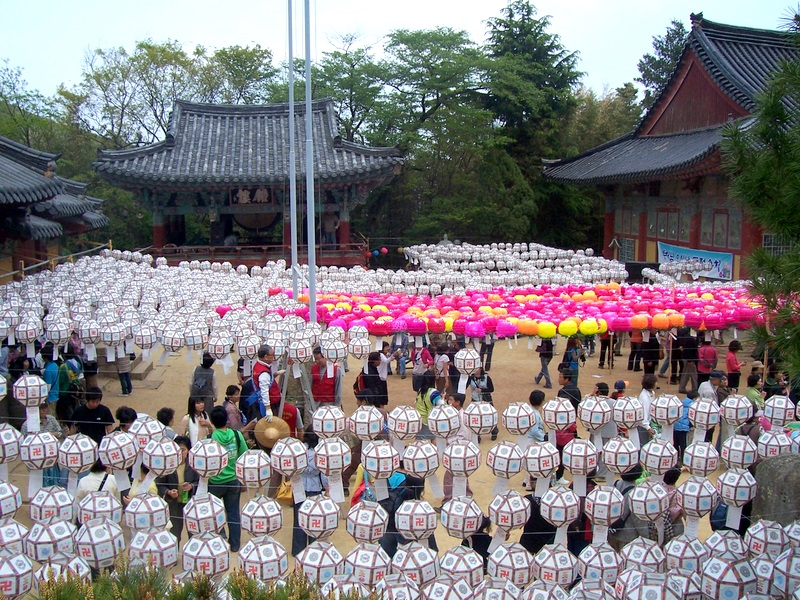
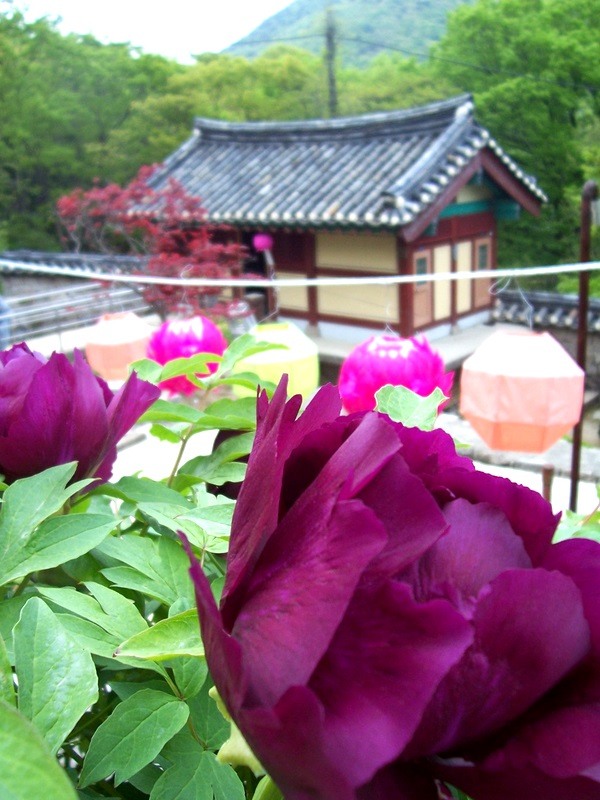
모란
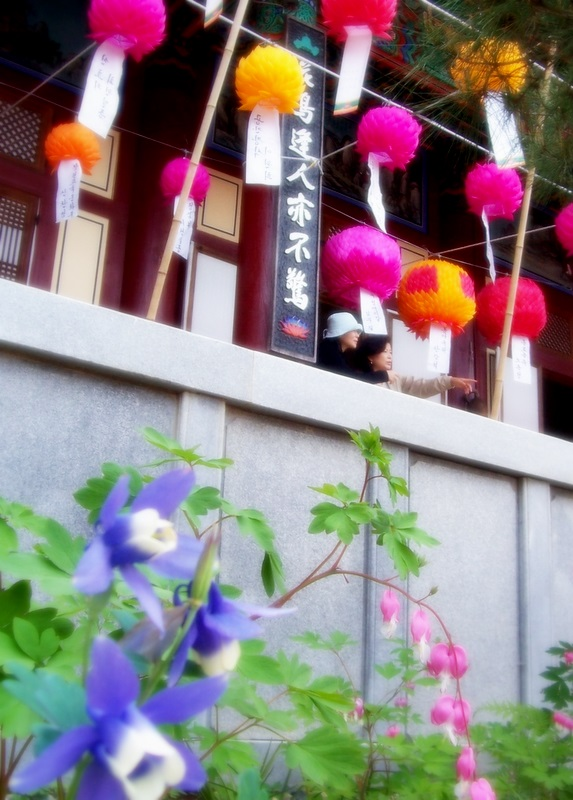
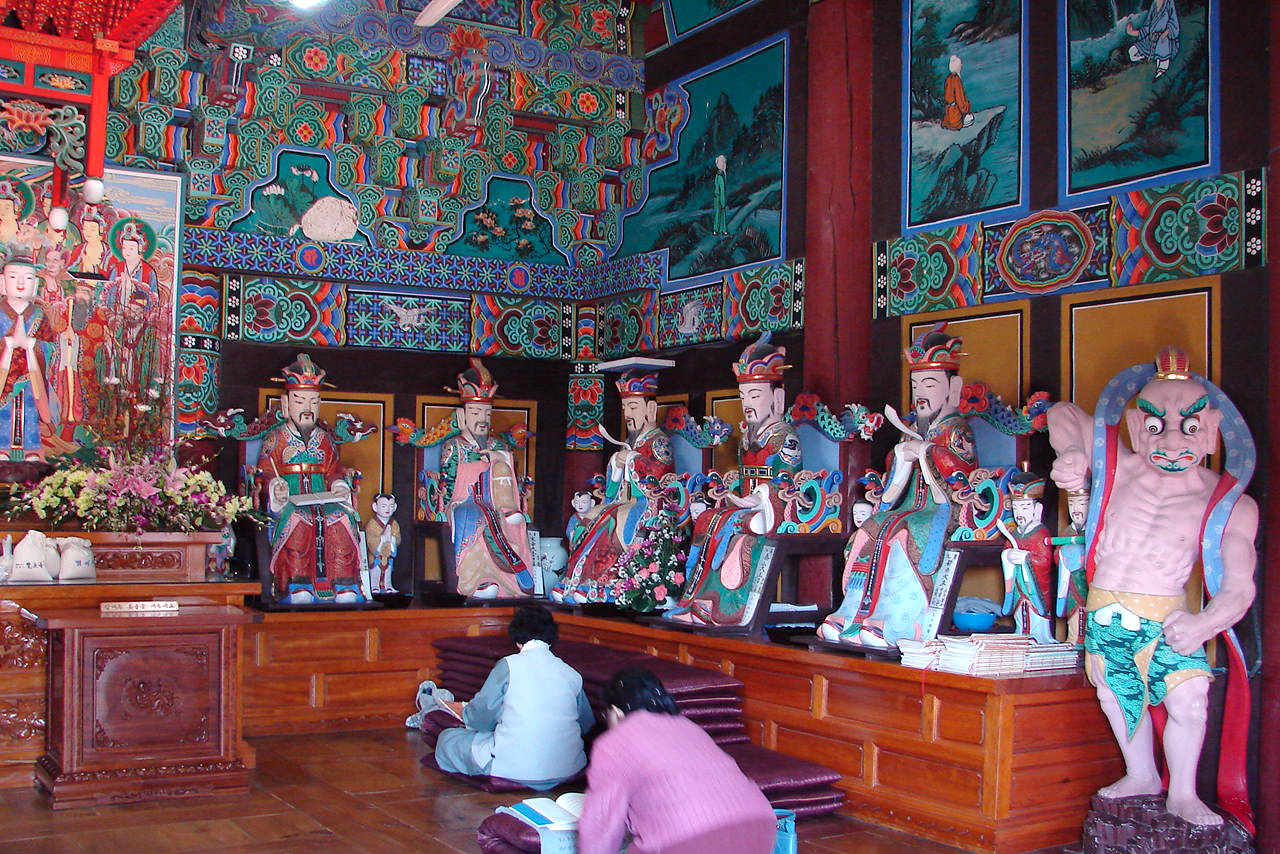
지장전 내부
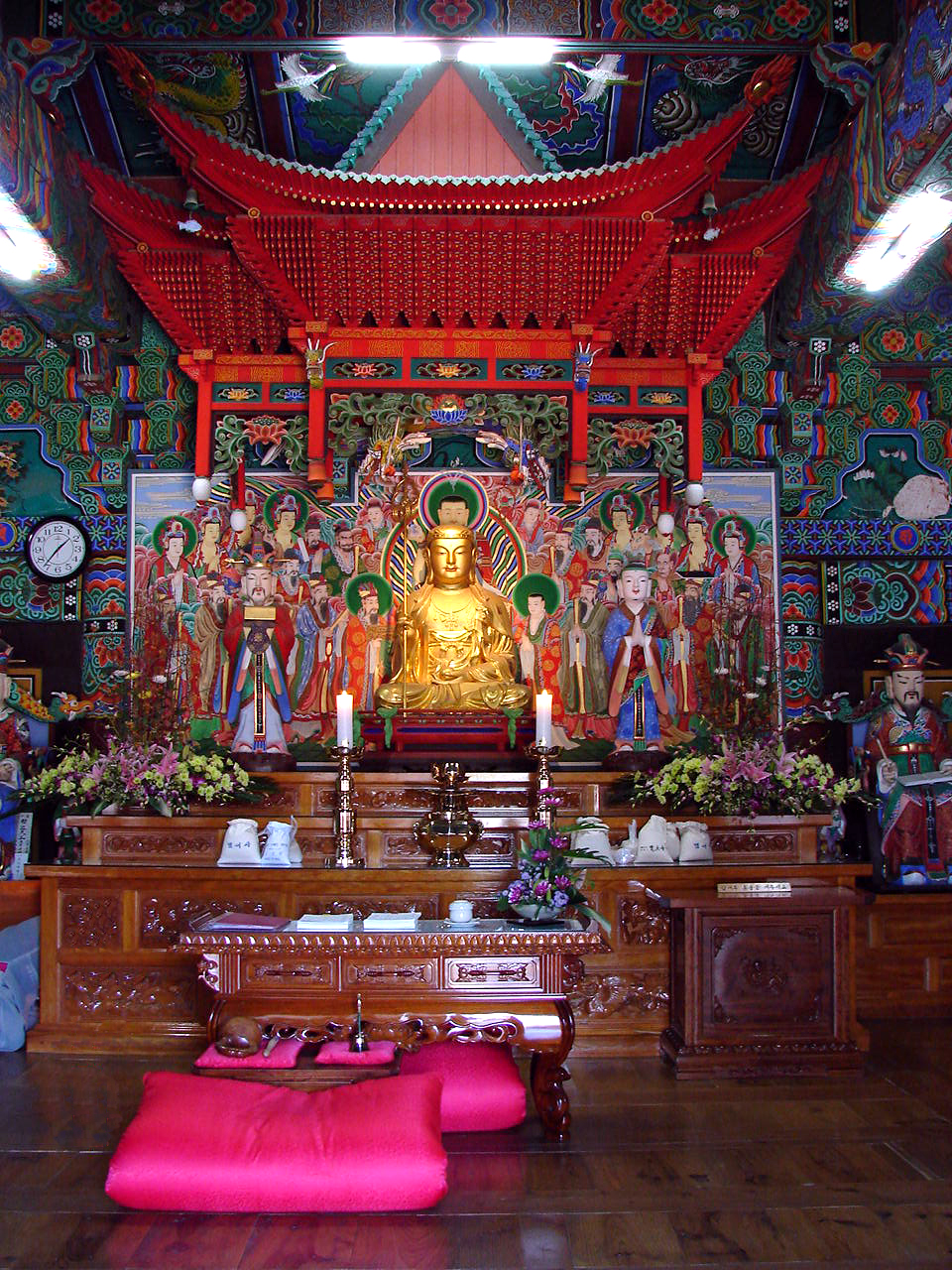
지장전 내부
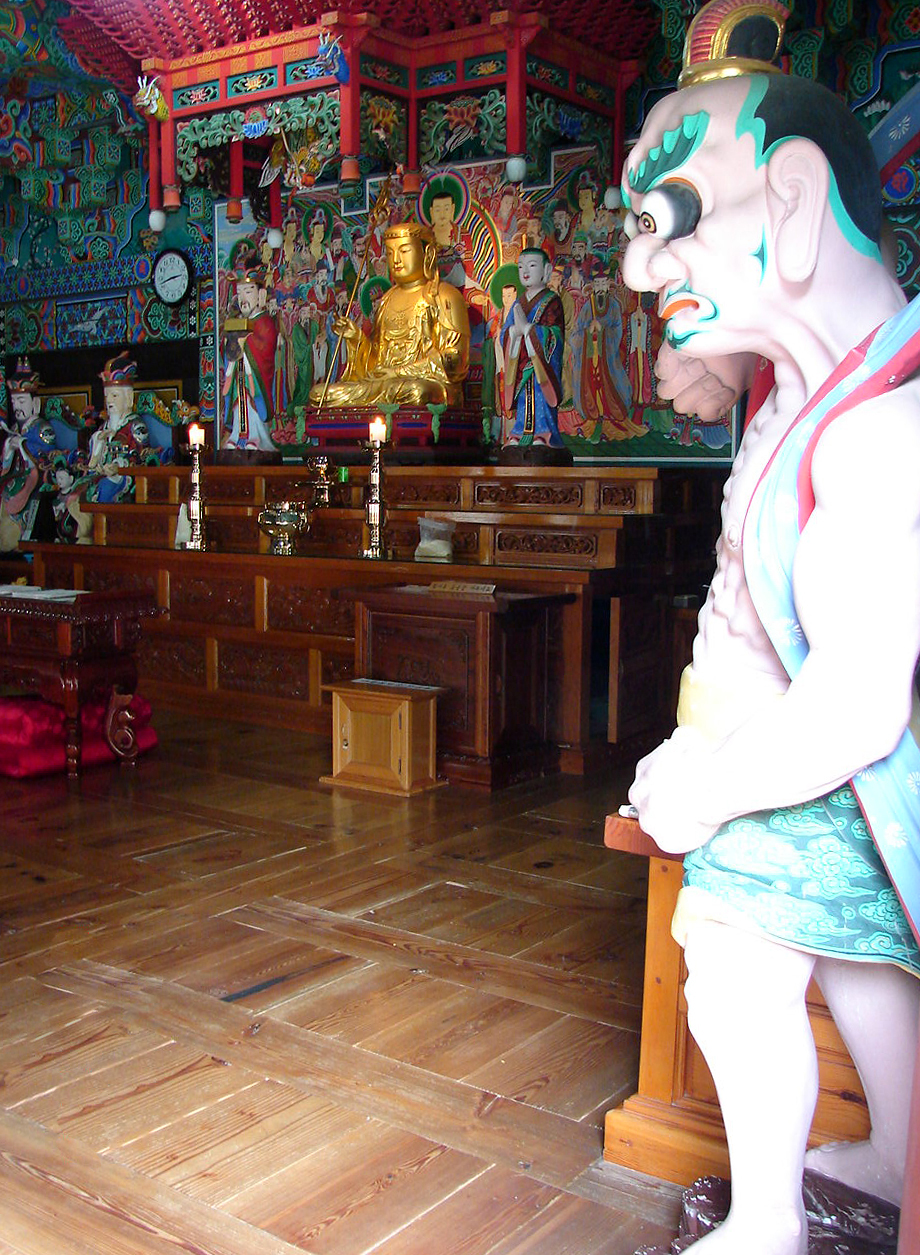
지장전 내부

## 사건 사고

### 2010년 화재

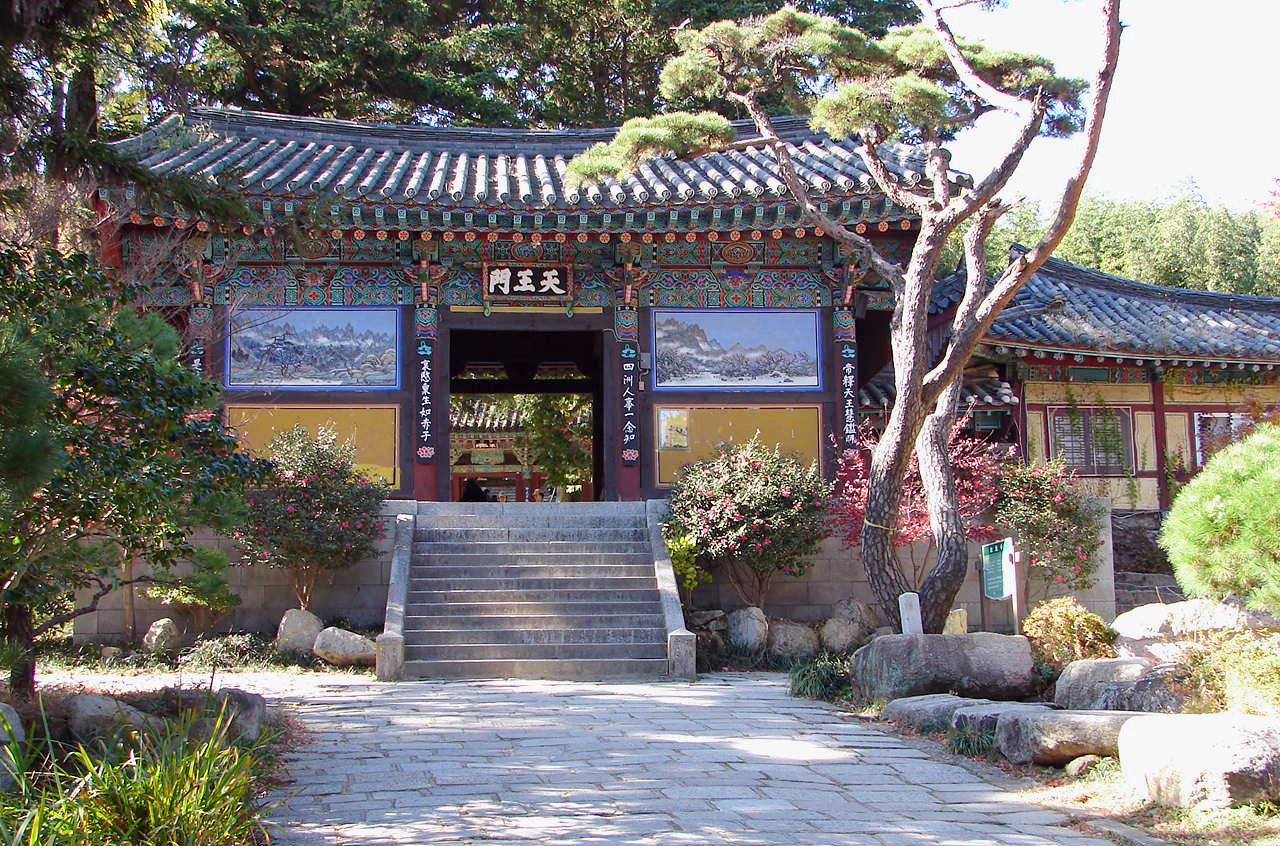
화재로 소실되기 전의 천왕문 사진

2010년 12월 15일, 방화로 천왕문이 소실되었다. 이 사고의 원인을 제공한 이 모씨(당시 43세)는 2010년 12월 2일부터 범어사 주변을 조심스럽게 살폈다. 12월 8일과 12월 13일에도 같은 사람이 CCTV에 포착됐는데 꼼꼼하게 주변을 살피고 있는 듯했다.
12월 15일 21시 33분경에 범어사 천왕문에 불을 질렀다.건물 전체를 거의 다 태우고 약 3시간만에 진압되었다.소방당국은 소방차 30여대와 소방관 70여명을 투입, 진화작업에 나섰으나 숭례문 화재때처럼 불이 기와지붕 밑으로 들어가는 바람에 진화에 애를 먹었다. 2011년 1월 17일 이 모씨는 경찰에 붙잡혔다.소방당국은 또 이 건물이 보물 제1461호인 일주문과 불이문 사이에 있는데다 근처에 승려의 숙소가 있어 불길이 번질 우려가 제기됨에 따라 사찰 측과 협의를 거쳐 굴착기로 건물을 완전히 부수며 잔불정리에 들어갔다.
다행히 사찰 측이 당초 천왕문에 있던 4대 천왕상을 경내 성보박물관에 보관하고, 화재 당시 천왕문에 있던 천왕상은 모사본이어서 중요 문화재 소실은 막았다. 경찰에 붙잡힌 이 모씨는 "자신이 시너를 구입해 불을 질렀다"고 진술했다. 천왕문 화재뿐만 아니라 앞서 발생한 2건의 산불과 경내 법고가 훼손된 사건, 절 박물관 문이 훼손된 사건도 자신의 소행이라고 자백했다. 이 사건이 일어난 지 1년 만에 원래의 모습으로 다시 태어날 전망이었다. 물을 떠받치는 '하체'는 이전보다 훨씬 튼튼해질 전망이다. 천왕문 기단부를 흙에 석재를 섞는 기존 방식 대신 돌기둥(석축)을 쌓는 방법으로 만들기로 했기 때문이다.천왕문 내부의 사천왕상 조각은 1989년 보수 당시 제작에 참여했던 기술자들이 다시 맡았다. 범어사 측은 이 같은 내용으로 이미 문화재청의 형상변경 승인을 받고 금정구청의 허가를 기다리고 있다. 하지만 3~4개월이면 끝날 것으로 예상되던 복원은 해를 넘겨 내년 2월 이후에나 마무리될 것으로 보인다. 그러나 2012년 3월 26일 방화로 소실됐던 범어사 천왕문은 15개월만에 복원되었다.

## 체험 및 시설

### 템플스테이

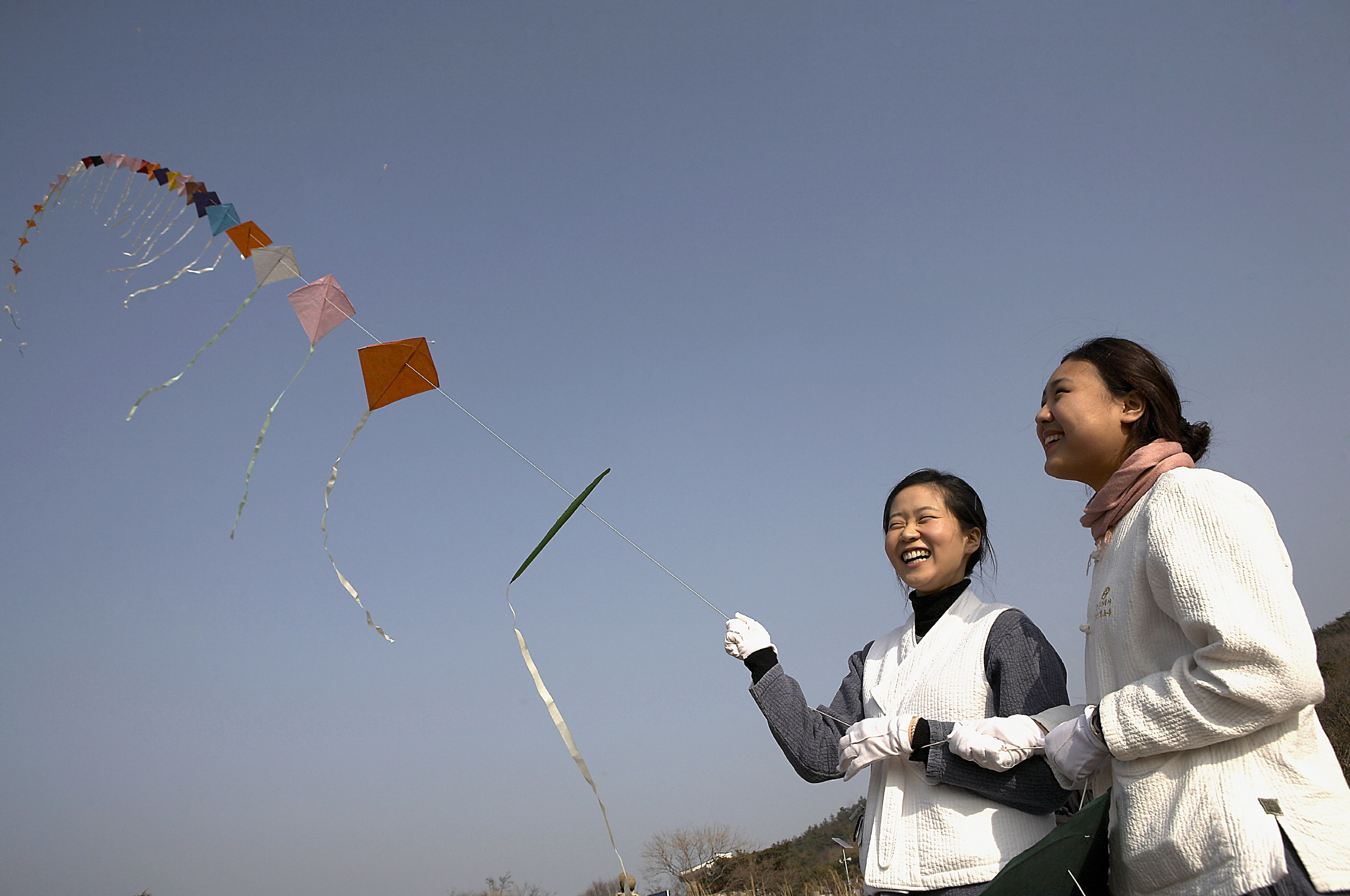
범어사 템플스테이 모습

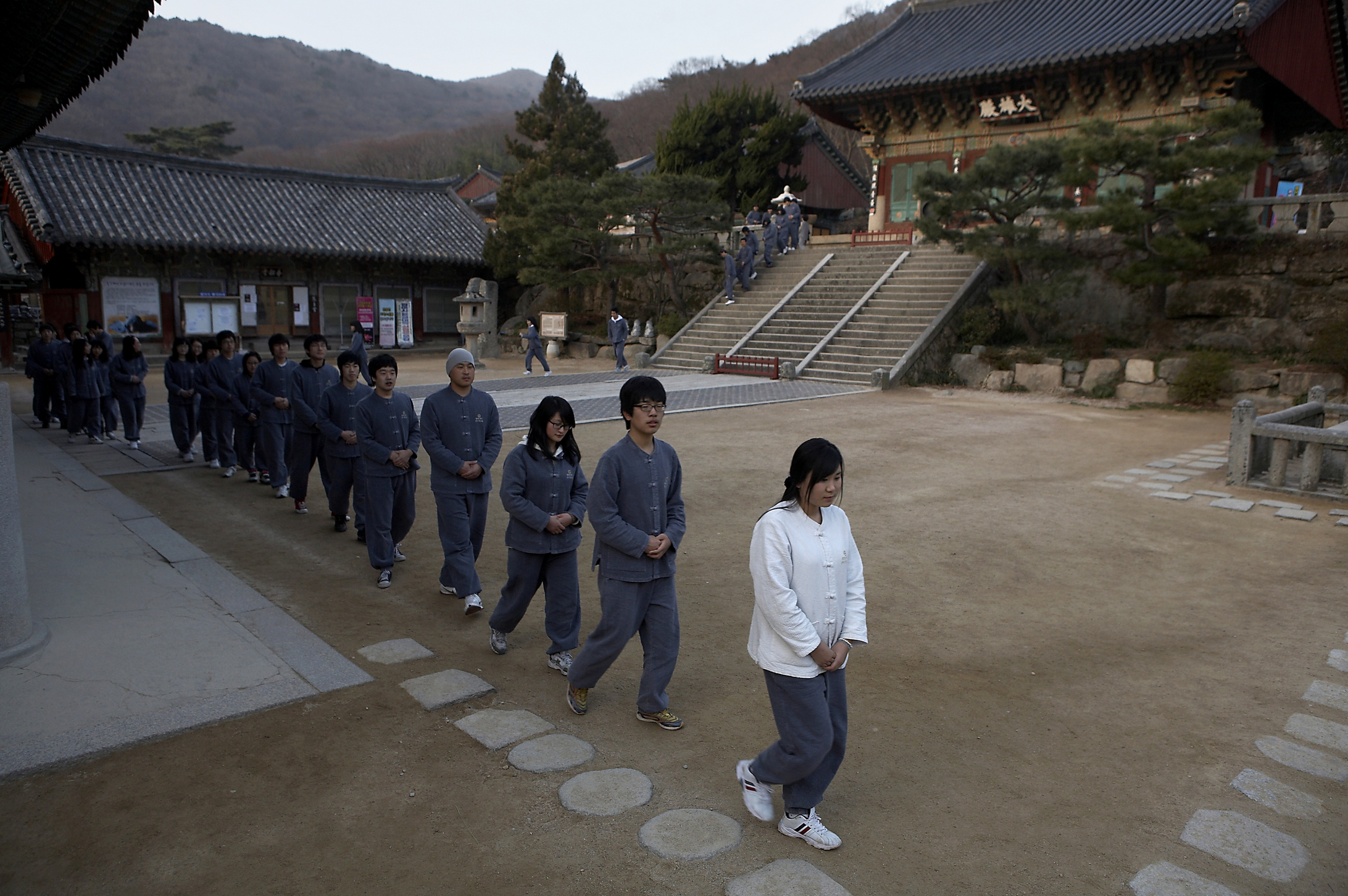
범어사 템플스테이 모습

범어사에서는 내·외국인을 위한 다양한 템플스테이 프로그램을 운영하고 있다.
- 범어사 템플스테이 프로그램

## 같이 보기
- 한국의 사찰 (지역별)
- 금정산
- 금강영관(선무도)
  - 양익 스님
- 소림사
- 범어사 천왕문 화재 사건
- 양산 통도사